# Silene argentina
Silene argentina là loài thực vật có hoa thuộc họ Cẩm chướng. Loài này được (Pax) Bocquet miêu tả khoa học đầu tiên.